# Acuario de Busan
El Acuario de Busan (en coreano: 부산아쿠아리움) es un acuario situado en la playa de Haeundae, en el país asiático de Corea del Sur.
Hay alrededor de 250 especies y un máximo de 35.000 animales marinos en exhibición. El tanque principal contiene 3.000.000 litros (790.000 USgal) de agua, y los animales se pueden ver a través de ventanas de acrílico o de un túnel submariano de 80 metros (260 pies). Hay 40 exposiciones, que incluyen pingüinos, nutrias, pirañas, y un tanque de contacto para en un primer plano observar a una gran variedad de criaturas marinas. 